# Le Privilège de l'épée
Le Privilège de l'épée (titre original : The Privilege of the Sword) est un roman de fantasy écrit par Ellen Kushner, paru en 2006 puis traduit en français et publié en 2022. Il est le troisième livre de la série Riverside.
Le Privilège de l'épée a obtenu le prix Locus du meilleur roman de fantasy 2007.

## Éditions
- The Privilege of the Sword, Bantam Spectra, 25 juillet 2006, 378 p.  (ISBN 0-553-38268-3)
- Le Privilège de l'épée, ActuSF, coll. « Perles d'épice », 17 juin 2022, trad. Patrick Marcel, 450 p.  (ISBN 978-2-37686-462-2)